# Kolluvium
Kolluvium (lat.: das Zusammengeschwemmte) ist die Bezeichnung für eine meist mehrere Dezimeter mächtige Schicht von Lockersedimenten, die vorwiegend aus durch Anschwemmung umgelagertem Bodenmaterial oder anderen meist lehmigen oder sandigen Lockersedimenten entstehen. Jüngere Kolluvien sind teilweise humos, was aber kein unbedingtes Merkmal ist. Solange im Kolluvium keine dominanten Merkmale einer neuen Bodenentwicklung auftreten, wird es bodenkundlich als Kolluvisol bezeichnet. Kolluvien gehören zu den zentralen Forschungsgegenständen der Geoarchäologie. 

## Begriffseingrenzung
Unter kolluvialen Sedimenten wird im deutschen Sprachraum grundsätzlich das Resultat von anthropogen ausgelöster Bodenerosion durch fließendes Wasser und teilweise durch Windverfrachtung verstanden. Im angloamerikanischen Raum steht der Begriff Colluvium für alle Arten von Hangsedimenten, die auch eiszeitlichen Ursprungs sein können und die nicht durch fließendes Wasser entstanden sind. Dennoch werden z. T. von deutschsprachigen Wissenschaftlern holozäne Kolluvien, d. h. solche, die unter dem Einfluss des Menschen entstanden sind, als Holocene Colluvium bezeichnet

Zur besseren Unterscheidung der Bildungsprozesse kann durch Wind verlagertes Material als Äolium bezeichnet werden. Der Einordnung von äolisch umgelagertem Bodenmaterial zu den Kolluvien folgen nicht alle Autoren.

## Entstehung
Bodenerosion setzt hauptsächlich auf ungeschützten Bodenoberflächen und bei fehlendem Bewuchs ein. Dies ist z. B. der Fall, wenn Äcker zu lange brachliegen. Daher wird die Kolluvienbildung häufig durch die Landwirtschaft verstärkt. Tiefes Pflügen, das Pflügen in Richtung der Falllinie und andere Arten der Bodenbearbeitung wirken erosionsfördernd. Sie kann durch Humusverlust und Sedimentabtrag stark schädigende Auswirkungen auf ganze Landschaften haben.
Durch fließendes Wasser (Niederschläge) wird das Bodenmaterial abgelöst und der Schwerkraft folgend hangabwärts verlagert. Bei nachlassendem Gefälle wird es sortiert nach der Korngröße wieder abgelagert. Gröbere Partikel gelangen schon bei größerer Fließgeschwindigkeit, also früher, feinere erst später bei geringer Transportgeschwindigkeit zur Ablagerung. Das feine Material gelangt oft in Bäche, Gräben oder Seen und wird dort abgelagert bzw. weiter transportiert. Auch ganze Bodenaggregate (Mischungen der Korngrößen) können kolluvial verlagert werden. Dadurch wird der sortierende Effekt stark abgeschwächt.

## Historische und prähistorische Kolluvien
Häufig haben sich im Verlaufe der Landschaftsentwicklung zahlreiche Kolluvien übereinander abgelagert. Sie sind damit Relikte menschlicher Besiedlung und enthalten zum Teil archäologische Funde oder Anzeiger ehemaliger bodenbildender Prozesse. Diese Ablagerungen können dadurch als Geoarchive der Landschaftsgeschichte aufgefasst und ihre Auswertung zur Rekonstruktion früherer Landschaftszustände genutzt werden.

## Vorkommen
Kolluvien sind in Mitteleuropa aufgrund der Klimaverhältnisse und der langen Nutzungsgeschichte seit dem Neolithikum häufig anzutreffen. So finden sich Kolluvien in fast allen aktuell oder ehemals durch Ackerbau genutzten Landschaften, besonders aber in den Altsiedelräumen, so in der Eifel und im Moselgebiet, im Kraichgau, im Schwarzwald oder auf der Schwäbischen Alb.
In stark gegliederten Landschaften (z. B. im Jungmoränengebiet an der Abbruchkante zum Oderbruch) sind oft mehrere Meter mächtige Kolluvien anzutreffen, die von früheren durch Starkregen verursachten Erosionsereignissen zeugen. Ein gut untersuchtes Beispiel sind die Biesdorfer Kehlen bei Wriezen am Rande des Oderbruchs. Die 5 m tiefe und 50 m lange Schlucht ist nicht älter als der Baumbestand, und dementsprechend jung ihre Anschwemmungen flussabwärts.